# Basic Rest Activity Cycle
Der Basic Rest-Activity Cycle (BRAC) des Gehirns, der sowohl in den Schlaf- als auch in den Wachphasen vorhanden sei, ist eine von Nathaniel Kleitman aufgestellte Hypothese.
Die Hypothese baute nach Entdeckung und Beschreibung des REM-Schlafes im Jahr 1953 durch Eugene Aserinsky und Nathaniel Kleitman auf der späteren Beobachtung des rhythmische Alternierens zwischen NREM- und REM-Schlaf auf und setzt die dabei getroffenen Erkenntnisse und Überlegungen um.
Kleitman verwies 1982 auf eine Vielzahl von Studien, die seit der Aufstellung der Hypothese durchgeführt wurden und berechtigten Anlass zur Annahme eines fortlaufenden Ruhe-Aktivitätszyklus im Bereich 80–120 Minuten geben. Dennoch gibt der Forschungsstand zur Hypothese bis heute ein inkonsistentes Bild.